# Droit et Société
Droit et Société (Droit & Société) est une revue scientifique internationale portant sur les relations entre le phénomène juridique et la société, dans la perspective des socio legal studies. Elle publie trois numéros par an aux Éditions Lextenso. La revue est diffusée sur les portails Persée (jusqu'au numéro 46), Cairn et HeinOnline.

## Historique
La revue Droit et Société a été créée en 1985 à l'initiative d'André-Jean-Arnaud,,, avec Jacques Commaille et Jean-François Perrin. Elle fut fondée dans la continuité de la Revue internationale de théorie juridique,, dirigée par Hans Kelsen, Léon Duguit et Franz Weyr, qui avait cessé de paraître depuis la Seconde Guerre mondiale, et avec l'appui du « Cercle de sociologie et nomologie juridiques », regroupement de socio-juristes francophones lancé par André-Jean Arnaud en 1979, et du « Cercle de cordialité » adjacent,. Concomitamment à la création de la revue, ce dernier coordonna aussi le Dictionnaire encyclopédique de théorie et de sociologie du droit (dit Dictionnaire d'Eguilles), publié par la LGDJ en 1988,, et fonda l'Institut international de sociologie du droit d'Oñati, dont il fut le premier directeur de 1989 à 1991.
Ainsi la revue anime et marque son appartenance à un courant de recherche transnationale sur les relations entre le droit et la société. Son nom, « Droit et Société », est d'ailleurs celui choisi par d'autres revues à l'étranger : la Revue canadienne Droit et Société (Canada, créée en 1986), la Law & Society Review (Royaume-Uni, créée en 1966), le Journal of Law and Society (Royaume-Uni, créée en 1974). Droit et Société entretient des liens avec ces revues et d'autres dans le domaine de la sociologie du droit, notamment la Zeitschrift für Rechtssoziologie avec laquelle elle publiera des articles en commun ; en témoigne la « Lettre-manifeste » publiée dans le numéro de son trentième anniversaire, en 2015, signée par 45 revues partenaires. Pour les 30 ans de la revue, un séminaire fut organisé à l'Institut d'études politiques de Toulouse pour discuter de l'interdisciplinarité entre droit et sciences sociales, question centrale pour la revue. C'est en cette même année 2015 que décèdera le co-fondateur de la revue, André-Jean Arnaud,,,.
Deux ans plus tard, en 2017, Pierre Brunet et Laurence Dumoulin prendront le relais de Jacques Commaille pour assurer la rédaction en chef de la revue.
La revue fut d'abord publiée par la LGDJ avec le Centre de recherche interdisciplinaire de Vaucresson, alors dirigé par Jacques Commaille. Elle fut ensuite soutenue par l'Institut des sciences sociales du politique, au sein de l'ENS Cachan (devenue ENS Paris-Saclay), puis par la Maison des sciences de l'Homme Paris-Saclay, institutions où travaillèrent les secrétaires de rédaction successives du périodique.

## Comités
En 2025, le comité éditorial de la revue Droit et Société compte parmi ses membres :
- Frédéric Audren (CNRS, École des hautes études en sciences sociales [EHESS], Laboratoire interdisciplinaire d’études sur les réflexivités – Fonds Yan Thomas [LIER-FYT], France)
- Antoine Bailleux (UCLouvain Saint-Louis Bruxelles, Institut d’études européennes, Centre interdisciplinaire de recherches en droit constitutionnel et administratif [Circ], Belgique)
- Pr. Olivier Barsalou (Uqam, co-rédacteur en chef de la Revue canadienne Droit et Société)
- Benoit Bastard (CNRS, ENS Paris-Saclay, Institut des sciences sociales du politique [ISP], France)
- Diane Bernard (UCLouvain Saint-Louis Bruxelles, Réseau interdisciplinarité et société, Groupe de recherche en matière pénale et criminelle [Grepec], Belgique)
- Wanda Capeller (Institut d’études politiques de Toulouse, université Paris-Nanterre, Centre de théorie et analyse du droit [CTAD], France)
- Francesca Caroccia (Università Degli Studi Dell’Aquila, Italie)
- Michel Coutu (Université de Montréal, Faculté des arts et des sciences, École de relations industrielles, Centre de recherche interuniversitaire sur la mondialisation et le travail [Crimt], Canada)
- Thierry Delpeuch (CNRS, Pacte, France)
- Marie-Sophie Devresse (UCLouvain, École de criminologie, Centre de recherche interdisciplinaire sur la déviance et la pénalité [CRID&P], Belgique)
- Hugues Dumont (UCLouvain Saint-Louis Bruxelles, Institut d’études européennes, Centre interdisciplinaire de recherches en droit constitutionnel et administratif [Circ], Institut de recherches interdisciplinaires sur Bruxelles, Belgique)
- Rafael Encinas de Munagorri (Université de Nantes, Droit et changement social [DCS], France)
- António Casimiro Ferreira (Universidade de Coimbra, Centro de Estudos Sociais, Portugal)
- Claire de Galembert (CNRS, Institut des sciences sociales du politique [ISP], France)
- Mauricio García Villegas (Universidad nacional de Colombia, Institut d’études politiques et relations internationales, Colombie)
- Werner Gephart (Èmile Durkheim-Forschungsstelle, Allemagne)
- Pierre Guibentif (Institut universitaire de Lisbonne, Centro de estudos sobre a Mudança Socioeconómica e o Território [Dinâmia’CET-IUL], Portugal/France)
- Stéphanie Hennette-Vauchez (Université Paris-Nanterre, Centre de recherche et d’études sur les droits fondamentaux [Credof], Institut universitaire de France, France)
- Liora Israël (École des hautes études en sciences sociales, Centre Maurice-Halbwachs [CMH], France)
- Olivier Leclerc (CNRS, Centre de théorie et analyse du droit [CTAD], Université du Kent, Royaume-Uni)
- Aude Lejeune (CNRS, Centre d’études et de recherches administratives, politiques et sociales [Ceraps], France)
- Pierre Noreau (Université de Montréal, Centre de recherche en droit public [CRDP], Canada)
- Julien Pieret (Université libre de Bruxelles, Centre de recherche de droit public et social, Belgique)
- Deborah Puccio-Den (CNRS, Centre des savoirs sur le politique–Recherches et analyses [Cespra], France)
- Philippe Raimbault (Institut d’études politiques de Toulouse, Laboratoire des sciences sociales du politique [Lassp], France)
- Anne Revillard (Sciences Po, Laboratoire interdisciplinaire d’évaluation des politiques publiques [Liepp], Centre de recherche sur les inégalités sociales, France)
- Vincent Simoulin (Université Toulouse 2, Centre d’étude et de recherche Travail-Organisation-Pouvoir [Certop], France)
- Orlando Villas Bôas Filho (Universidade de São Paulo, Brésil)
- Massimo Vogliotti (Université du Piémont Oriental, Italie).

## Rubriques
La revue publie des articles de recherche évalués par les pairs, regroupés dans des dossiers thématiques ou en Varia dans sa rubrique « Études », mais publie aussi régulièrement des traductions (ainsi la traduction de l'article de Kimberlé W. Crenshaw, « Démarginaliser l'intersection de la race et du sexe » par Sophie Beaulieu, figure parmi les articles les plus consultés de la revue) et des articles sur des controverses en rubrique « Questions en débat ». Elle anime aussi une « Chronique bibliographique » en publiant des comptes rendus d'ouvrages.
En 1992, la revue annonce le lancement d'une rubrique « Recherche et Justice » avec le ministère français de la Justice, partenariat conçu « comme une source d'enrichissements intellectuels, d'inscriptions positives de la recherche dans des débats forts de l'actualité juridique et judiciaire ».

## Collections d'ouvrages
En 1991, sous l'égide de l'Association Droit et Société, est créée une première collection d'ouvrage adossée à la revue et également publiée par la LGDJ. En 2025, l'association édite quatre collections : « Droit et Société », « Droit et Société – Recherches et Travaux », « Classics » et « Les Petits Manuels ». Elles comptent parmi leurs principaux titres L'État post-moderne de Jacques Chevallier,, (sixième édition en 2023), L'État du droit administratif de Jacques Caillosse, (deuxième édition en 2017), Droit et régulation des activités économiques de Christian Bessy, Thierry Delpeuch et Jérôme Pélisse, (deuxième édition en 2022).